# Delfo Bellini
Delfo Bellini (Rivarolo Ligure, 13 de janeiro de 1900 - 11 de setembro de 1953) foi um futebolista italiano, medalhista olímpico.

## Carreira
Conquistou a medalha de bronze 1928, com a Seleção Italiana de Futebol.